# Лінда Андерсен
Лінда Андерсен (норв. Linda Andersen, 15 червня 1969) — норвезька яхтсменка.
Олімпійська чемпіонка 1992 року в класі Європа, учасниця 1996 року.